# Gerd-Volker Schock
Gerd-Volker Schock (* 8. April 1950 in Lübeck) ist ein ehemaliger deutscher Fußballspieler und Fußballtrainer.

## Spielerkarriere
Der offensive Mittelfeldspieler aus Heilshoop im Kreis Stormarn spielte anfänglich beim VfL Bad Schwartau, dann war er ab 1969 Amateurvertragsspieler beim VfB Lübeck. In den folgenden Jahren spielte er auch bei Sperber Hamburg und beim 1. FC Phönix Lübeck, bevor er 1974 zum VfL Osnabrück in die 2. Bundesliga wechselte. Für diesen Verein absolvierte er 205 Spiele und erzielte 95 Tore.
Darauf wurde er 1979 von Arminia Bielefeld für eine Ablösesumme von 350.000 Mark verpflichtet. Mit diesem Verein stieg er in der ersten Saison in die 1. Bundesliga auf. In der ersten Liga absolvierte er 57 Spiele und schoss 23 Tore. 1983 wechselte er zurück zum VfL Osnabrück in die 2. Bundesliga. Kurzfristig übernahm er die Mannschaft während der Saison als Spielertrainer, konnte den Abstieg des Vereins aber nicht verhindern.

## Trainerkarriere
Daraufhin begann er 1984 seine Trainerkarriere als Jugendtrainer beim Hamburger SV. Ab 1985 war er des Weiteren mit der Talentsichtung betraut, er holte unter anderem Walter Laubinger und Lothar Dittmer zum HSV. Noch zu seiner Zeit als Trainer im Jugend- und Amateurbereich des HSV war Schock auch als Spieler der HSV-Amateure im Einsatz, mit denen er 1986 an der Oberliga-Aufstiegsrunde teilnahm. Zur Saison 1986/87 wurde er Trainer der HSV-Amateure. 1987 wurde ihm die Aufgabe des Assistenztrainers unter Josip Skoblar bei der Profi-Mannschaft des Vereins übertragen, im Januar 1988 übernahm Schock wieder die HSV-Amateure als Cheftrainer und blieb zusätzlich im Bundesliga-Trainerstab. Im Juni 1989 gelang Schock mit der HSV-Amateurmannschaft der Oberliga-Aufstieg. Zur Saison 1989/90 wurde Schock beim HSV Leiter der Amateur- und Jugendabteilung und war weiter als Trainer der Amateurmannschaft tätig. Als Cheftrainer Willi Reimann wegen einer Krankheit und wegen einer Knieverletzung fehlte, sprang Schock ein und betreute die HSV-Bundesligamannschaft. Er löste Willi Reimann am 5. Januar 1990 als Cheftrainer der Bundesligamannschaft ab. Nach anfänglichen Erfolgen, so erreichte er mit seiner auf Angriff ausgerichteten Mannschaft um Thomas Doll 1991 einen UEFA-Pokal Platz und gehörte mit dem HSV auch im Herbst 1991 noch zur Bundesliga-Spitzengruppe, ehe man durch acht sieglose Spiele in Folge in den Abstiegskampf geriet. Im UEFA-Pokal musste er mit der Mannschaft im Dezember 1991 das Ausscheiden gegen Sigma Olmütz hinnehmen. Schock bot am 10. März 1992 nach einer 0:2-Heimniederlage gegen den 1. FC Nürnberg seinen Rücktritt als HSV-Cheftrainer an, der Vereinsvorstand nahm an. In seiner Zeit als Bundesligatrainer erreichte er 28 Siege, 22 Unentschieden und 24 Niederlagen.
Im Mai 1992 erhielt er beim Hamburger SV einen Vertrag als Leiter der Nachwuchsabteilung, der im September 1992 auf Schocks Ansuchen hin aufgelöst wurde. Er ging im November 1992 als Cheftrainer zum TuS Hoisdorf in die Oberliga Nord. Anfang Dezember 1994 trat Schock in Hoisdorf, das zu diesem Zeitpunkt Tabellenletzter der Regionalliga war, von seinem Amt zurück. 1995 wechselte er zum Hamburger SV zurück, um die Aufgabe des Amateurtrainers zu übernehmen. Diese Aufgabe nahm er nur bis Februar 1996 wahr, da es Streitigkeiten mit dem damaligen Trainer der Profi-Mannschaft, Felix Magath, gab, woraufhin Schock entlassen wurde.
Von 1996 bis 1998 war Schock dann als Sportmanager beim VfL Osnabrück (Regionalliga) tätig. 1998 übernahm er dort den Trainerposten und führte die Mannschaft zur Meisterschaft. Er musste seine Tätigkeit aber aufgrund eines Hörsturzes während eines Spiels um den Aufstieg in die 2. Bundesliga gegen den Chemnitzer FC im Sommer 1999 vorzeitig aufgeben. Von 2002 bis 2004 war Schock Trainer bei Holstein Kiel in der Regionalliga Nord. Aufgrund mehrerer Hörstürze gab er sein Amt 2004 ab.

## Erfolge
Als Spieler:
- Aufstieg in die 1. Fußball-Bundesliga 1980 mit Arminia Bielefeld

Als Trainer:
- DFB-Pokal-Sieger: 1987

## Sonstiges
2009 wurde Gerd-Volker Schock in die Jahrhundertelf des VfL Osnabrück aufgenommen. Auf der Position des Mittelstürmers setzte er sich gegen Addi Vetter und Thomas Reichenberger durch.